# Notomastus parvus
Notomastus parvus är en ringmaskart som beskrevs av Miles Joseph Berkeley 1929. Notomastus parvus ingår i släktet Notomastus och familjen Capitellidae. Inga underarter finns listade i Catalogue of Life.